# Kreuzweg Burrweiler
Der Kreuzweg umfasst 14 übergiebelte gründerzeitliche Bildstöcke aus Sandstein in Burrweiler im Landkreis Südliche Weinstraße in Rheinland-Pfalz. Die Reliefs in den Nischen stellen die klassischen 14 Stationen des Kreuzwegs Christi dar. Er wurde Ende des 19. Jahrhunderts erstellt.

## Weg
Der Kreuzweg beginnt an der Kirche Mariä Heimsuchung. Gegenüber ihrer Westfassade stehen die ersten beiden Stationen. Der Weg folgt rechts der Weinstraße, die nach etwa 100 m auf die Hauptstraße trifft und nach links weiter führt. Nach 50 m zweigt rechts die St.-Anna-Straße ab, an der die Stationen III und IV stehen. Nach weiteren 200 m führt der Weg rechts in die Weinberge. Nach und nach folgen die weiteren Kreuzwegstationen. Der Weinbergsweg biegt nach etwa 200 m nach links ab, doch der Kreuzweg führt geradeaus durch einen kleinen Wald weiter nach oben, zunächst mit mäßiger Steigung wieder durch Weinberge, später sehr steil durch einen Kastanienwald, bis er schließlich die Sankt-Anna-Kapelle erreicht. Die Station XIV befindet sich etwas unterhalb der Kapelle, oberhalb der Kapelle steht eine große Kreuzigungsgruppe.

## Die 14 Stationen

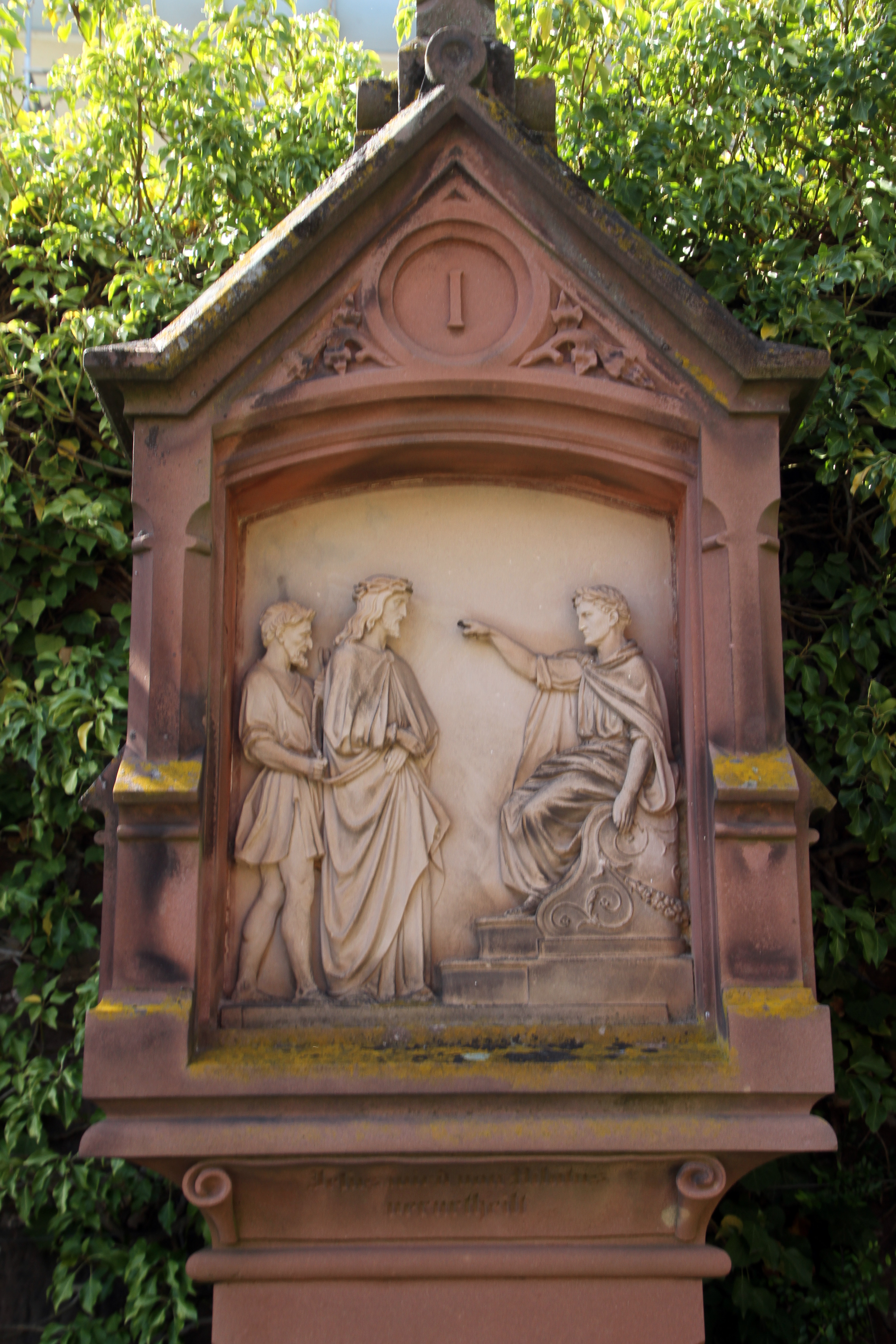
Jesus wird zum Tode verurteilt
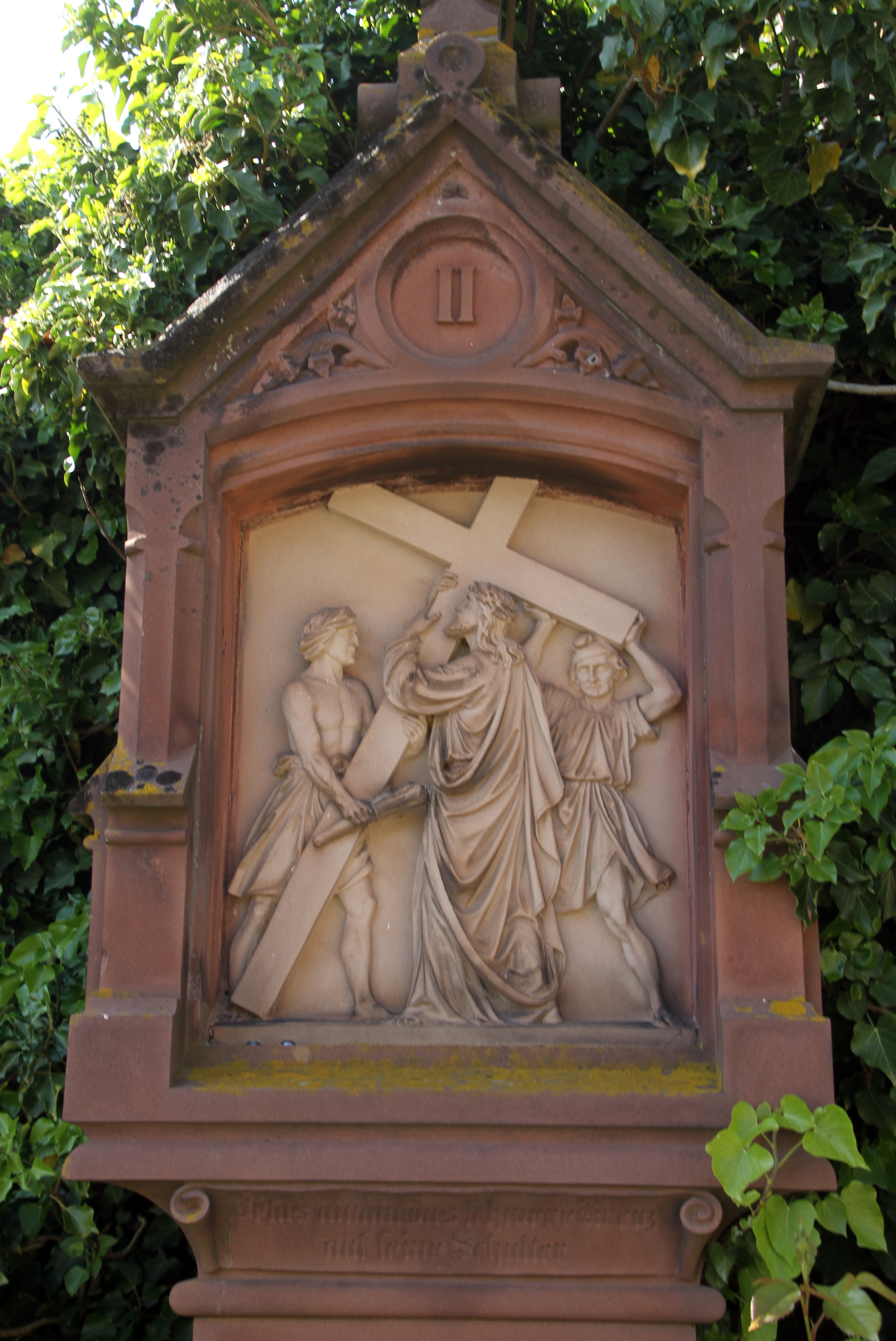
Jesus nimmt das Kreuz auf seine Schultern
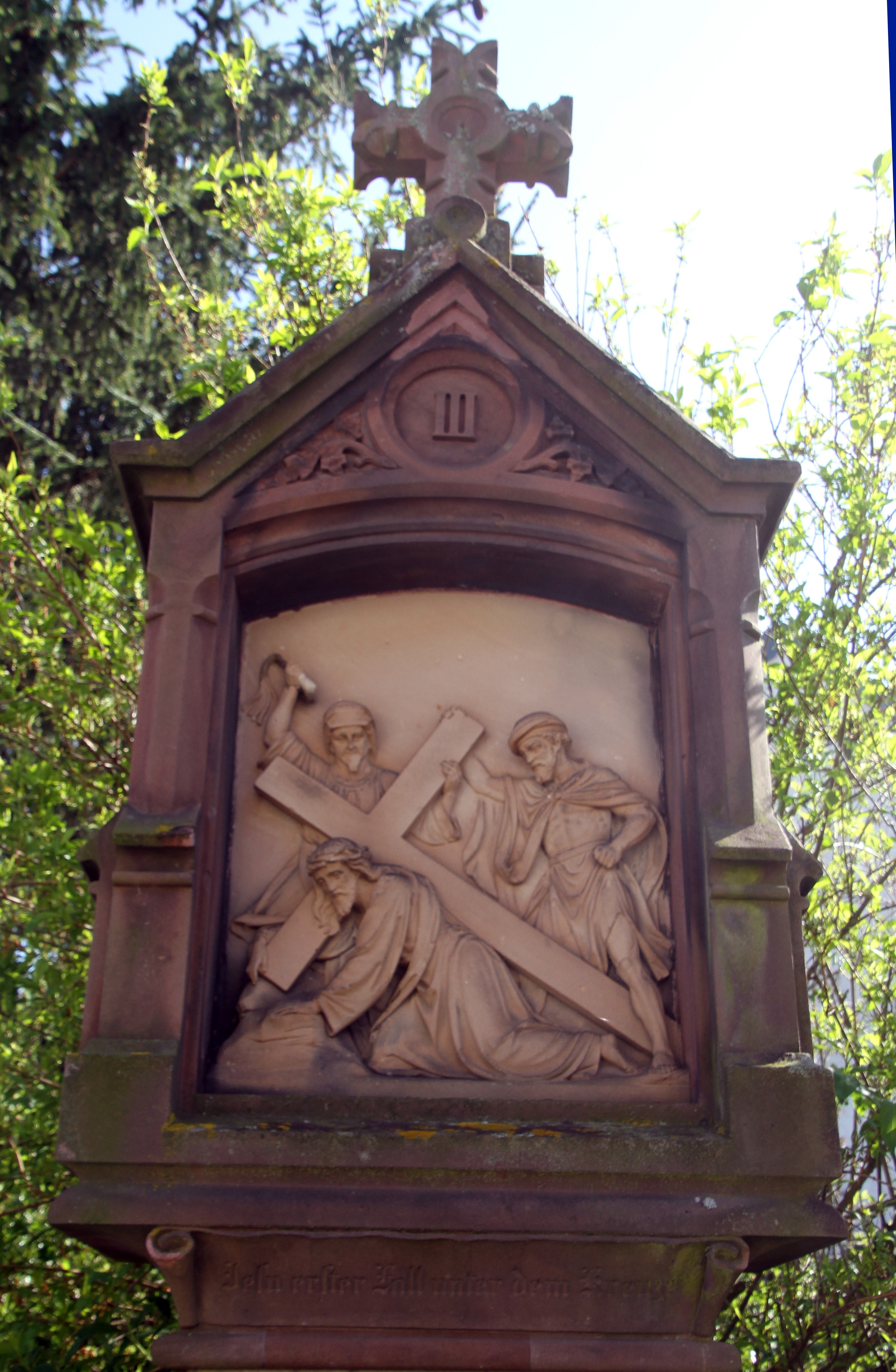
Jesus fällt zum ersten Mal unter dem Kreuz
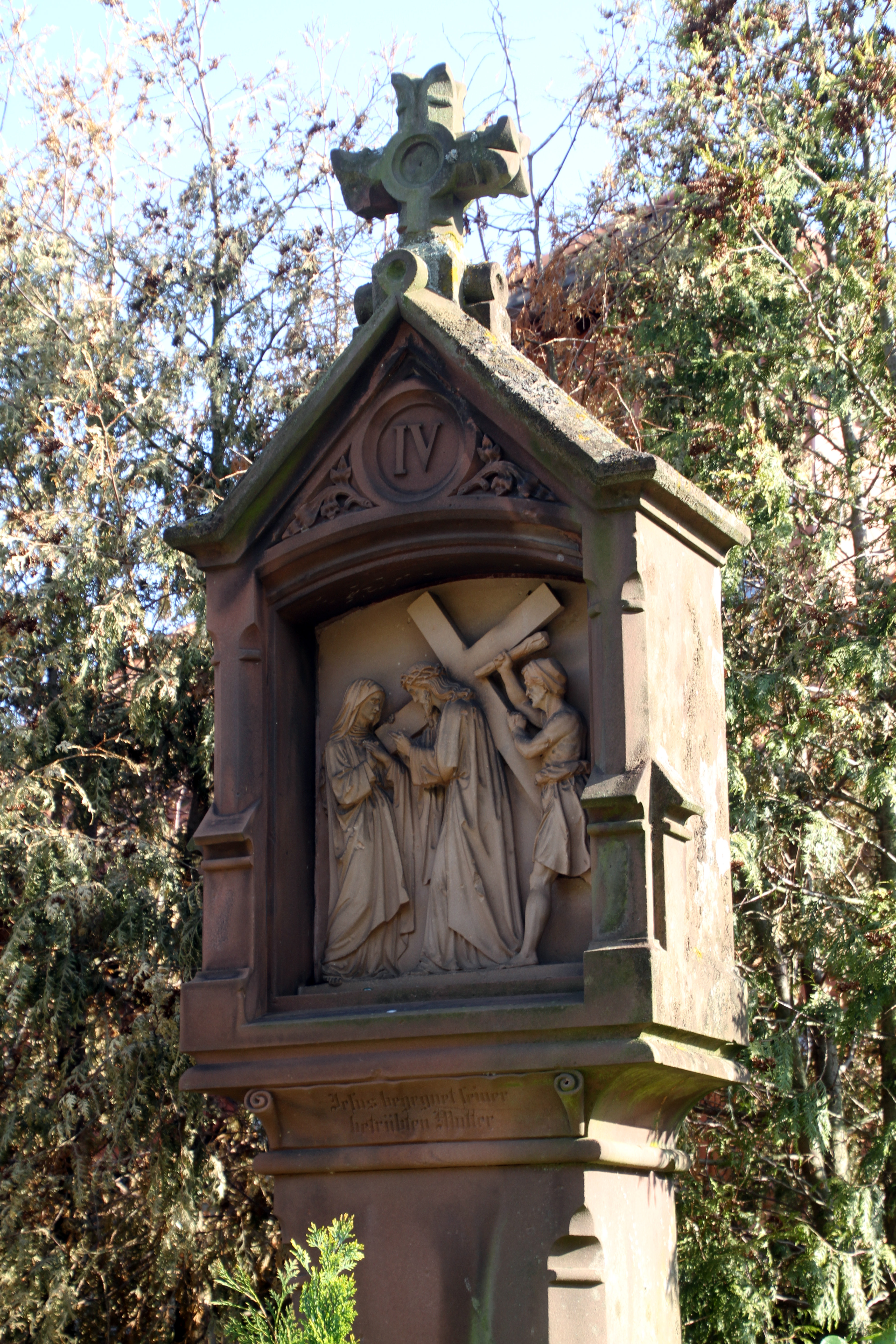
Jesus begegnet seiner Mutter
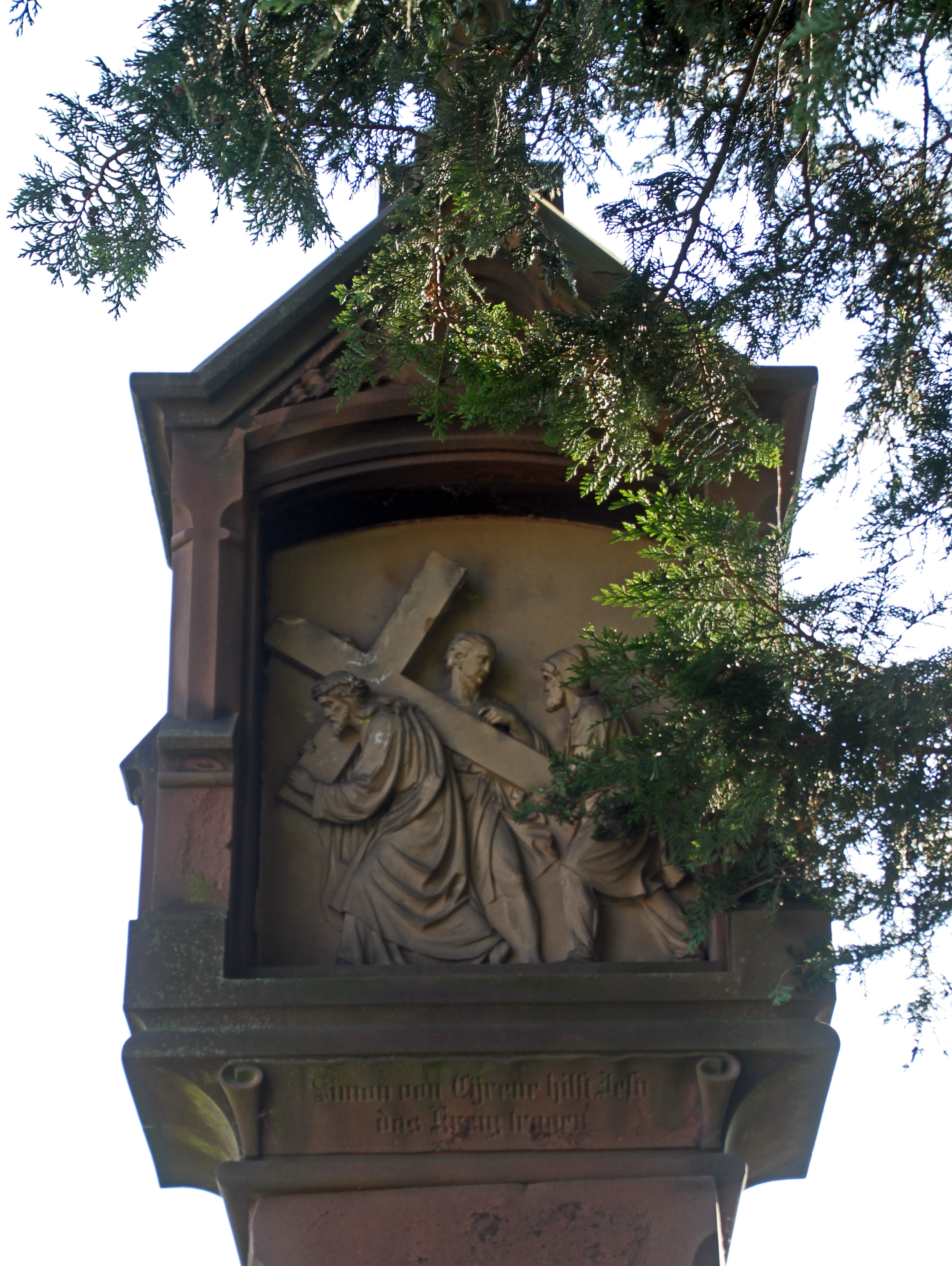
Simon von Cyrene hilft Jesus das Kreuz tragen
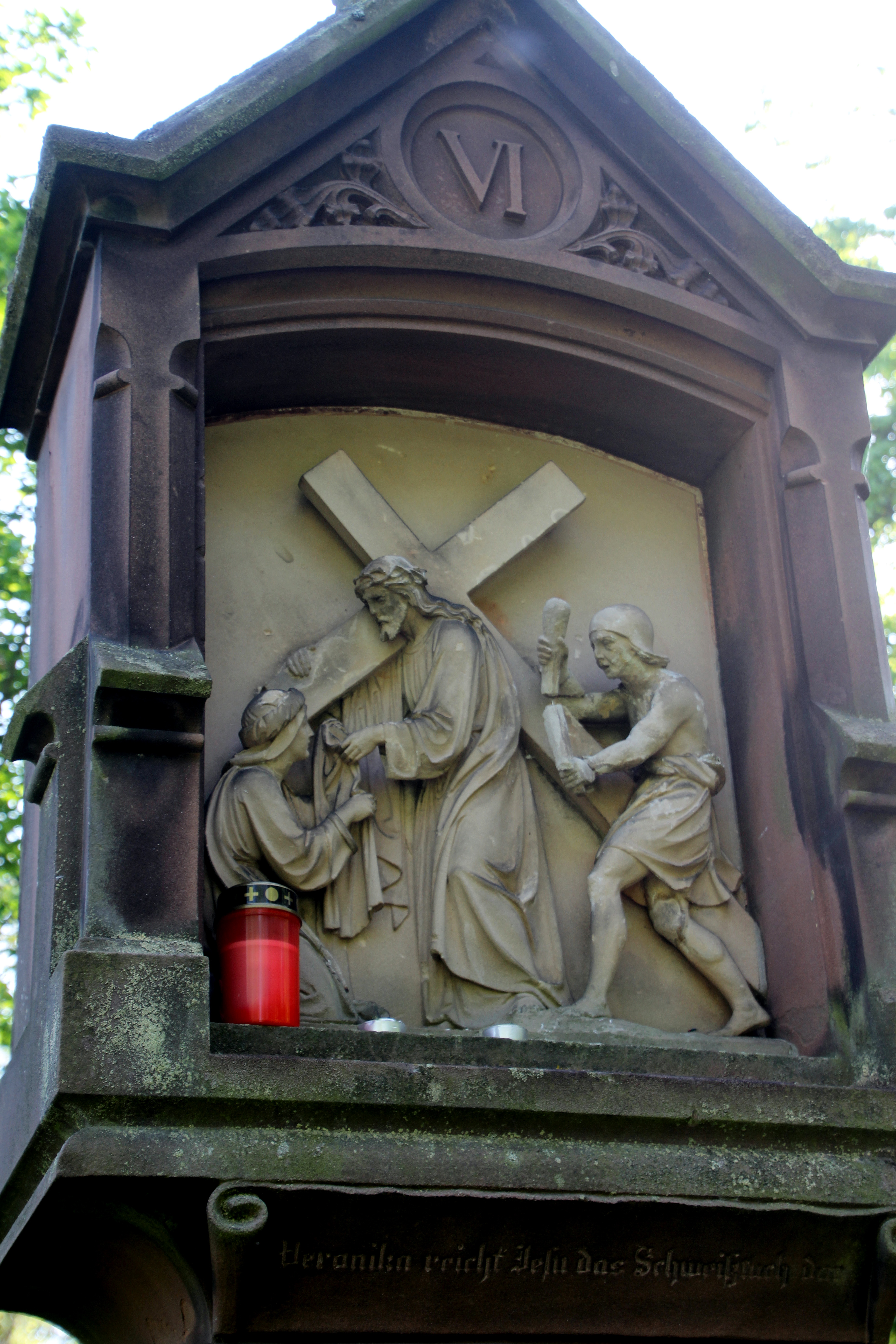
Veronika reicht Jesus das Schweißtuch
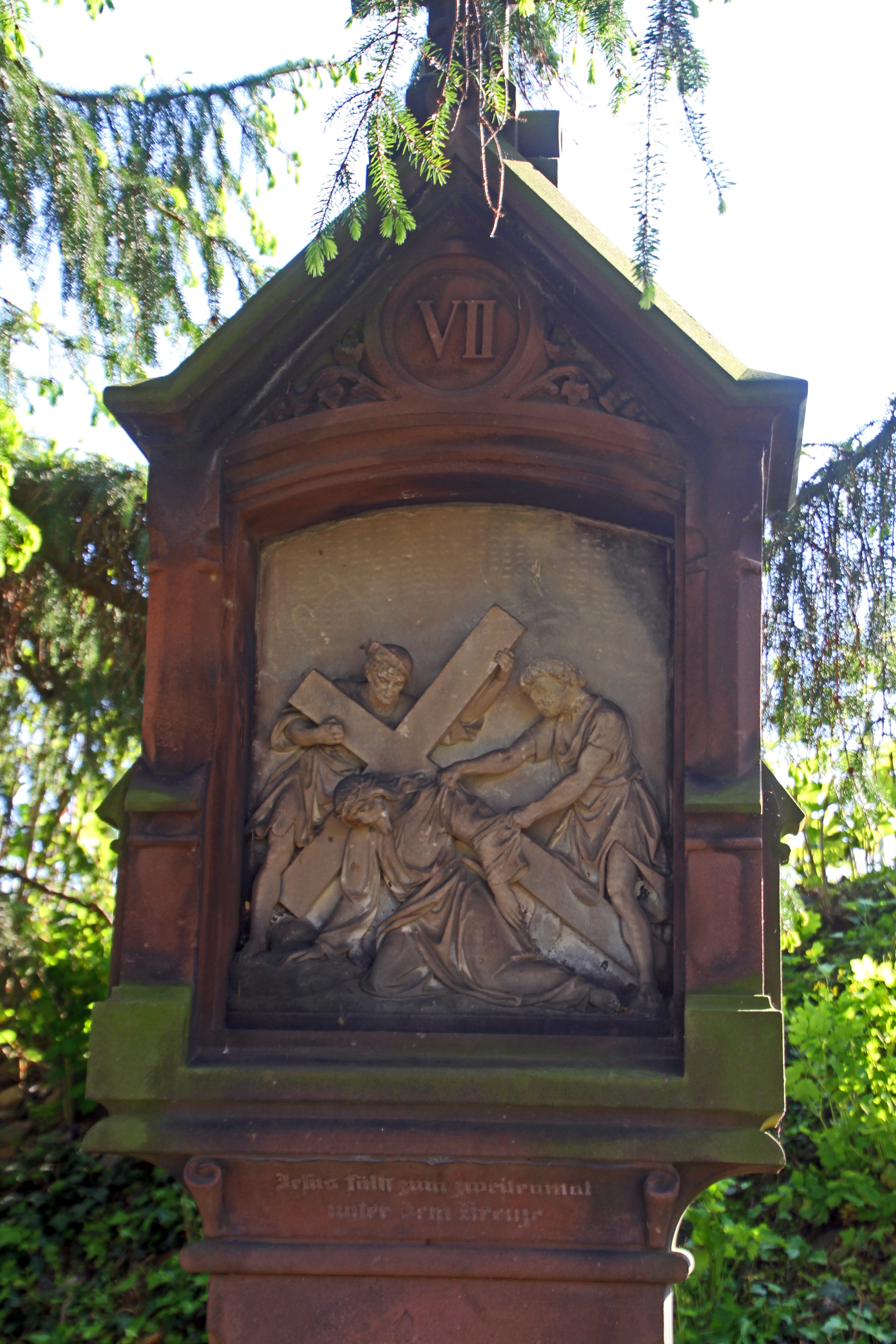
Jesus fällt zum zweiten Mal unter dem Kreuz
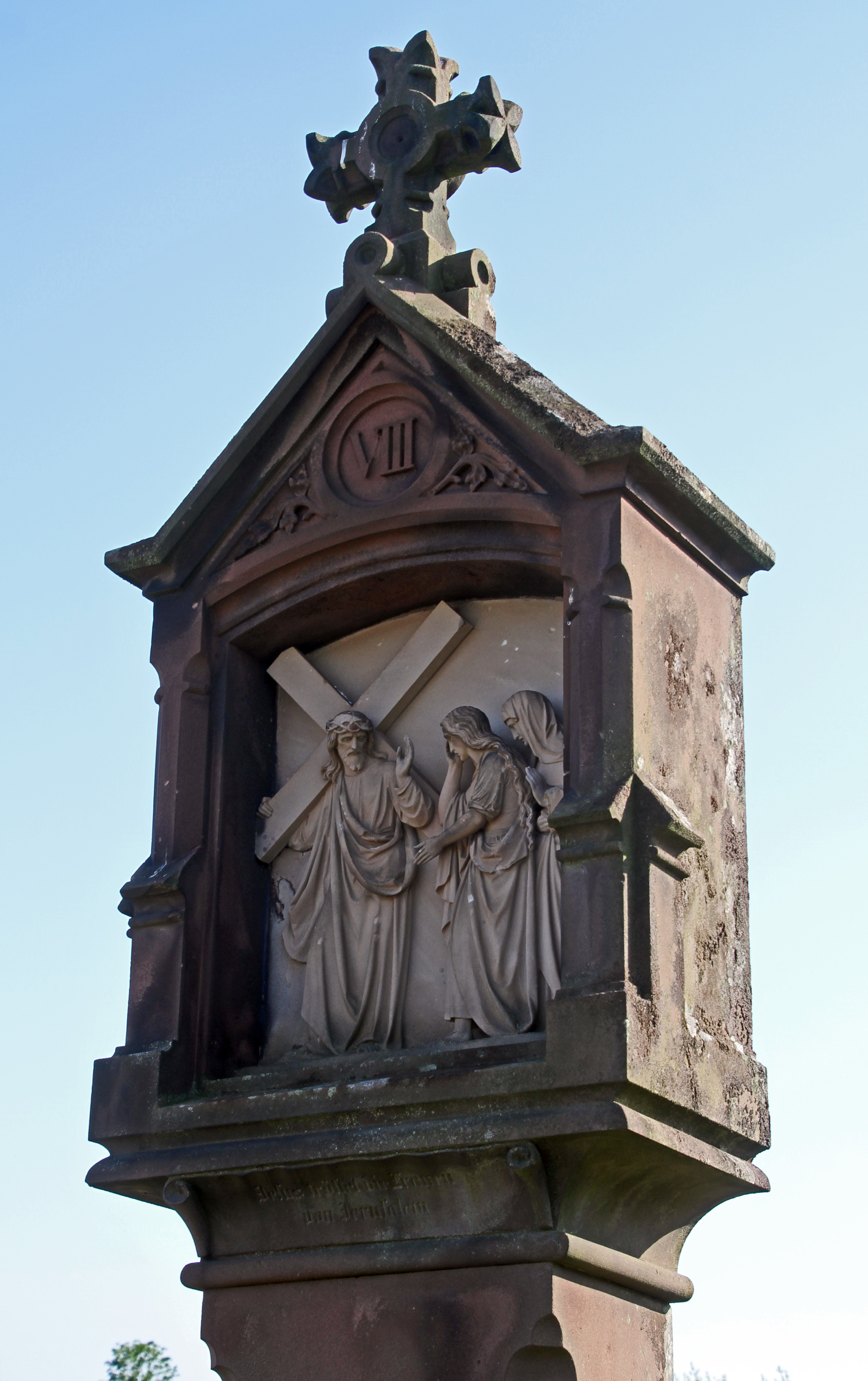
Jesus begegnet den weinenden Frauen
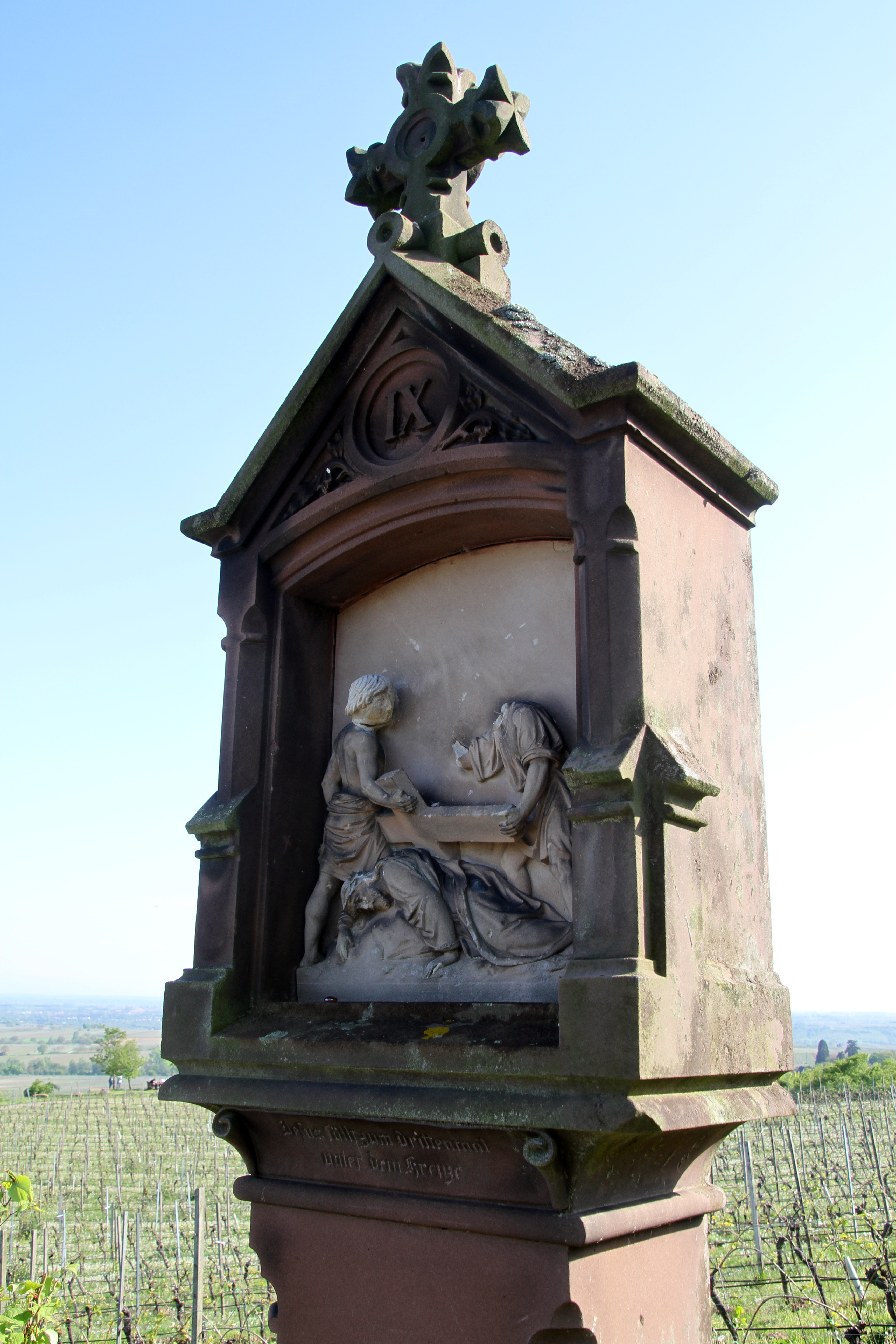
Jesus fällt zum dritten Mal unter dem Kreuz
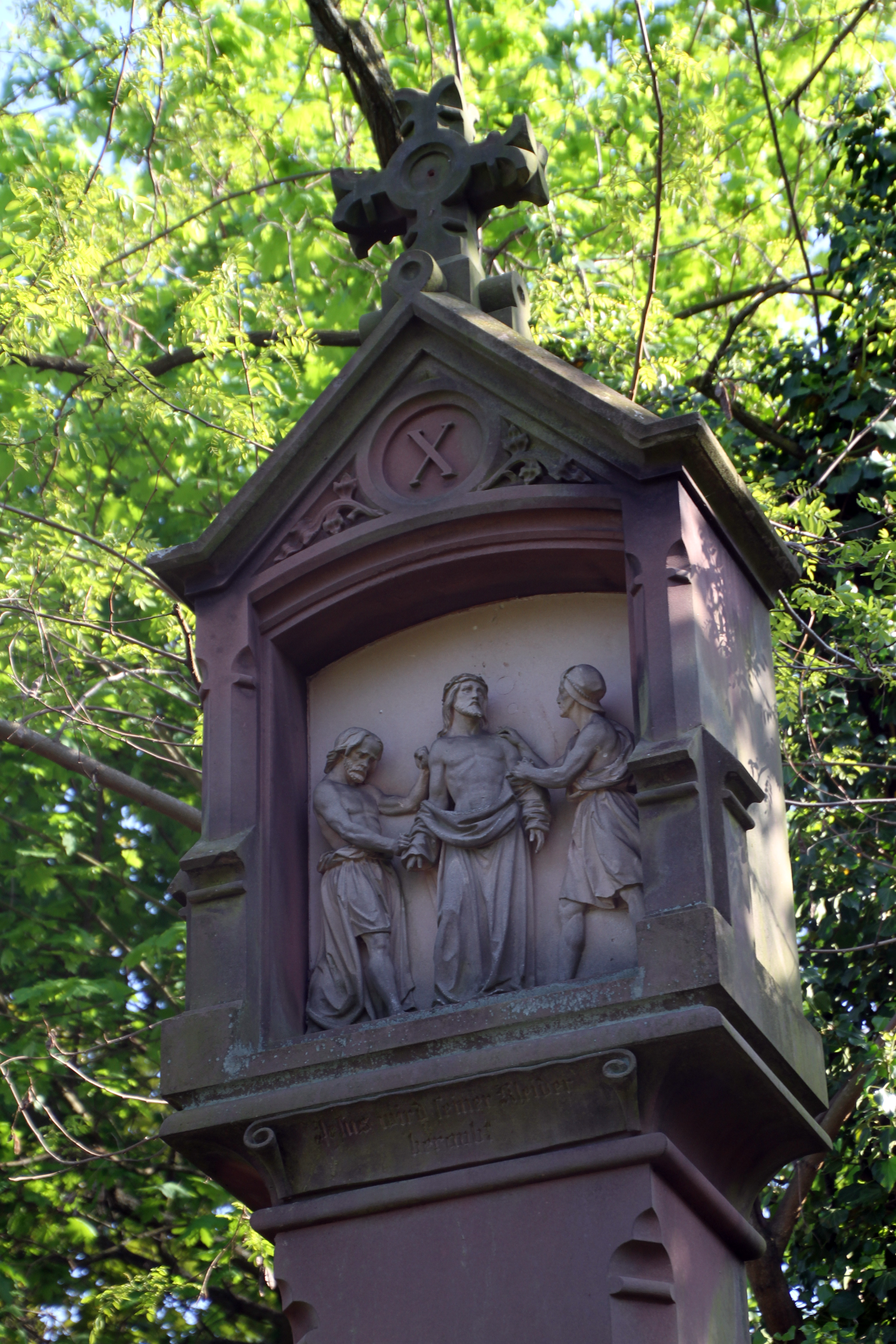
Jesus wird seiner Kleider beraubt
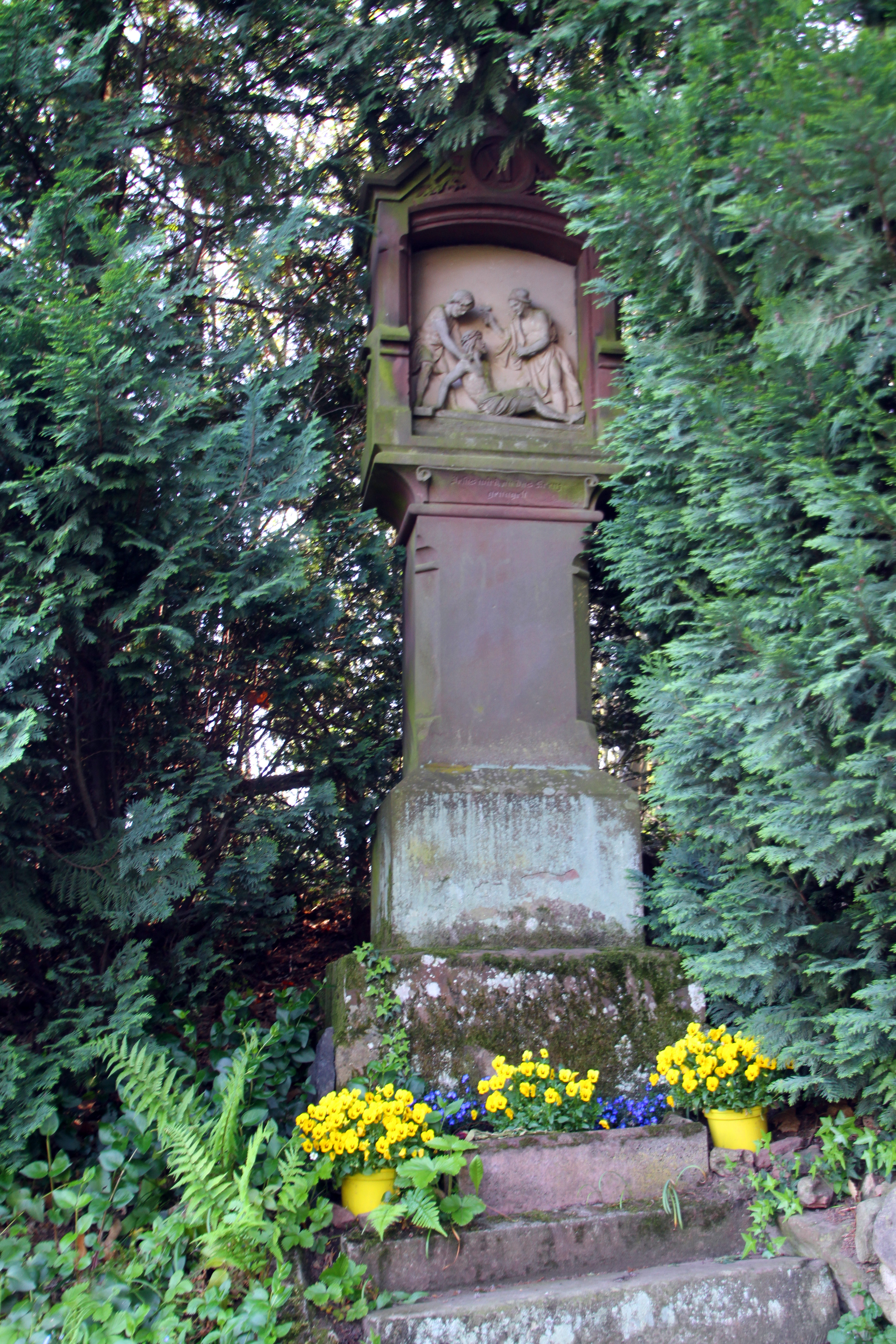
Jesus wird ans Kreuz genagelt
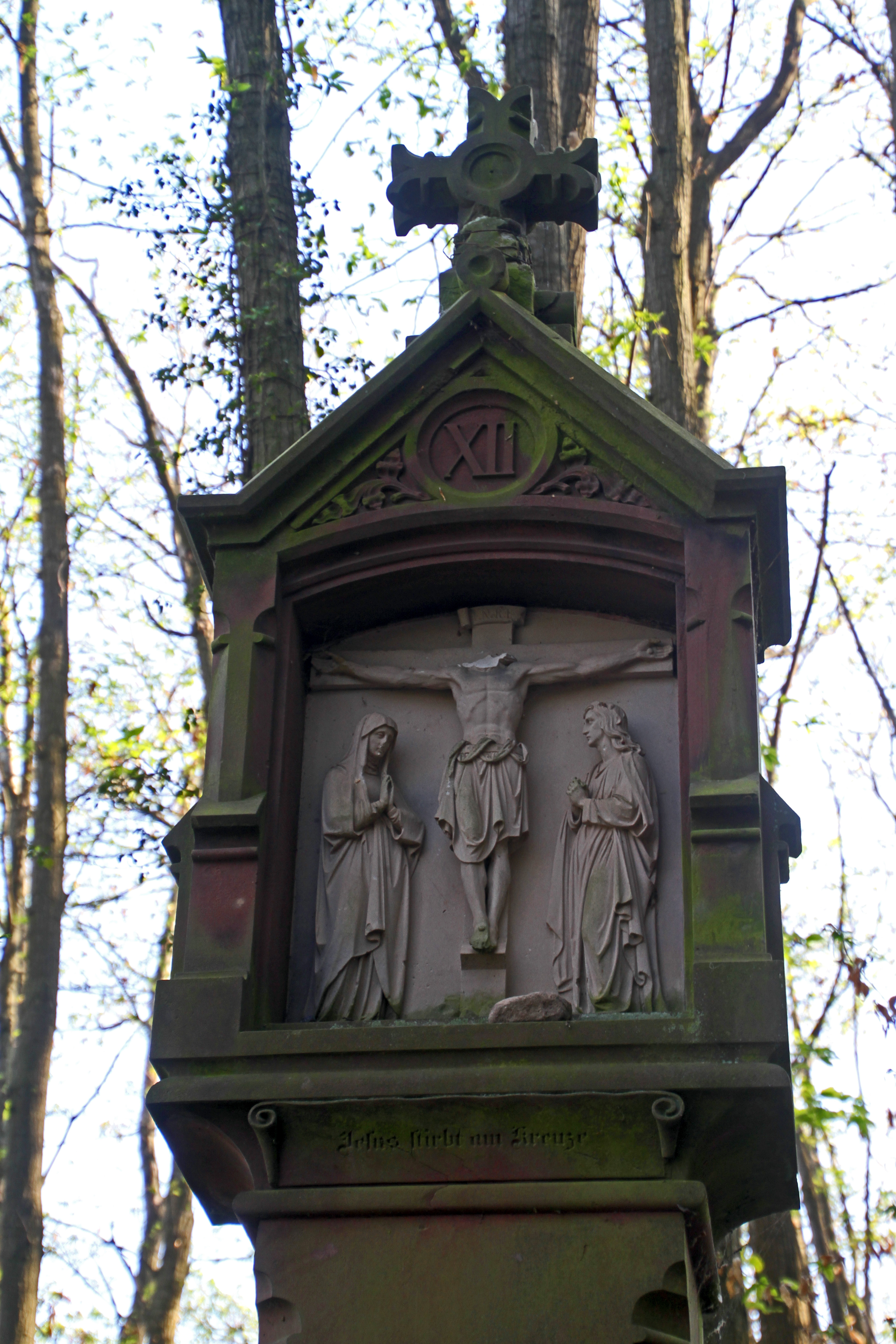
Jesus stirbt am Kreuz
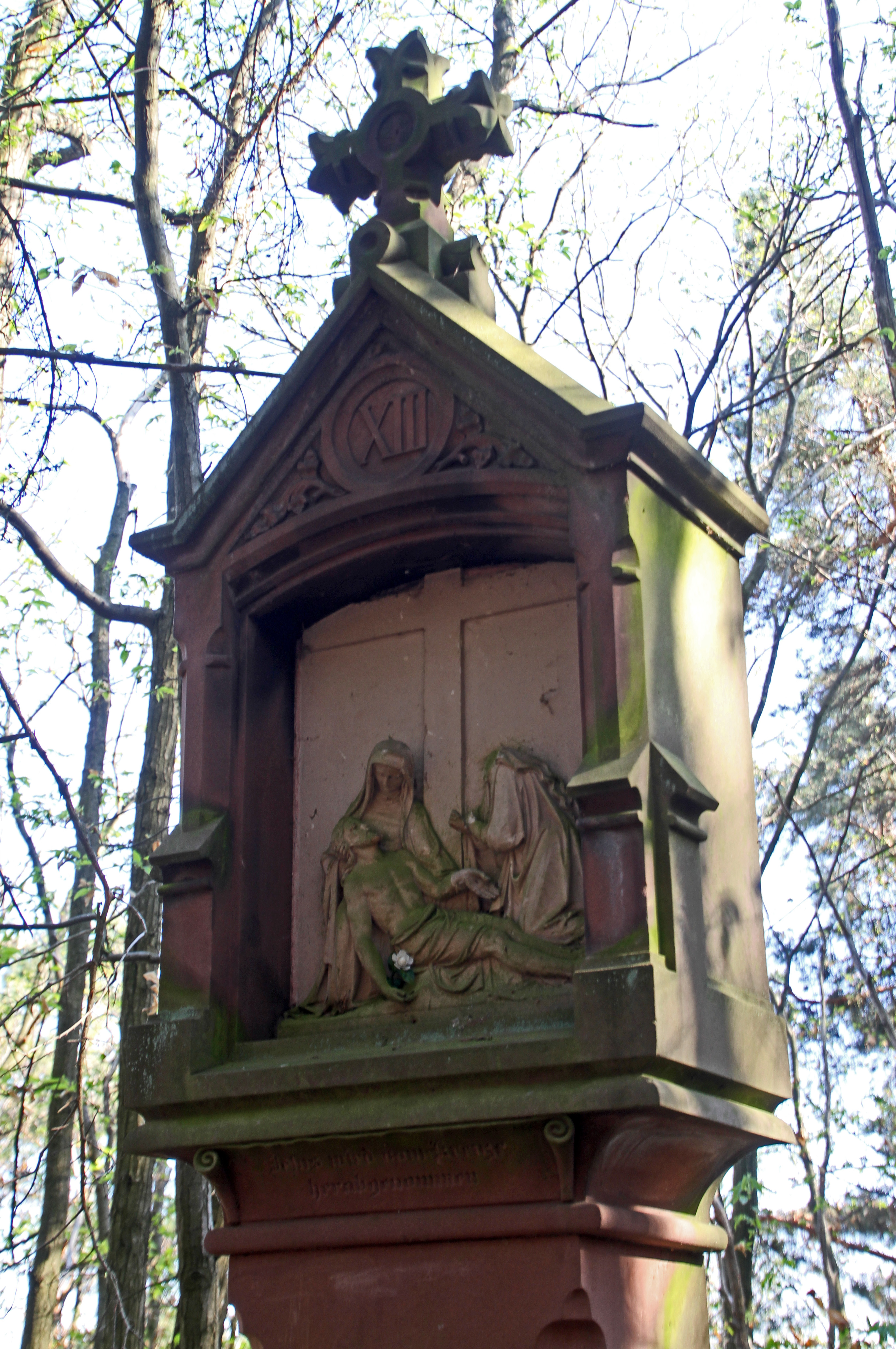
Jesus wird vom Kreuz genommen
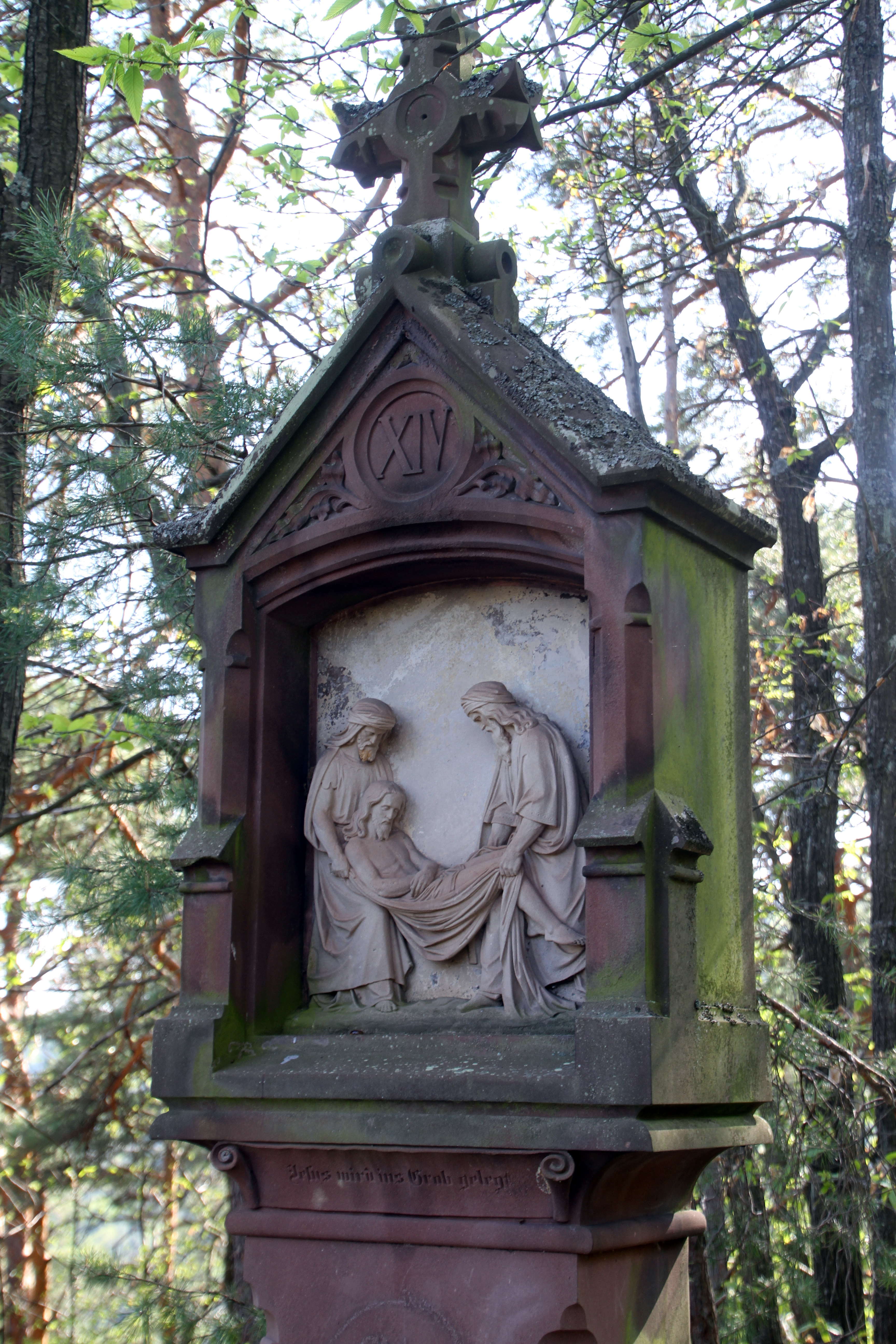
Jesus wird ins Grab gelegt